# Escritura cursiva china
La escritura cursiva (en chino tradicional, 草書; en chino simplificado, 草书; pinyin, cǎoshū), a menudo mal traducido como escritura de hierba, es un estilo de escritura utilizado en la caligrafía china y del este asiático. La caligrafía cursiva es más rápida de escribir que otros estilos, pero difícil de leer para aquellos que no están familiarizados con ella. Funciona principalmente como una especie de estilo caligráfico abreviado. Las personas que pueden leer caracteres chinos en caligrafía estándar pueden no ser capaces de comprender esta caligrafía.